# Jacques Bernard
Jacques Bernard, francoski teolog in publicist, * 1. september 1658, Nions, † 27. april 1718.